# 孝徳東駅
孝徳東駅（こうとくひがし-えき）は中華人民共和国広東省仏山市南海区機場路と禅西大道の交差点に位置する仏山地下鉄3号線の駅。

## 歴史
計画時の仮駅名は「仏山機場駅」であったが、仏山高明空港（仮称）の完成に伴い沙堤空港の民間営業が終了することが決まったため、空港の最寄駅ではないということで、駅名は西側に位置する孝徳湖公園に因み、改めて命名されることになった。
- 2024年8月23日：開業[2][3]。

## 駅構造
島式ホーム1面2線を有する地下駅。

### のりば
| 番線 | 路線    | 行先                   |
| ---- | ------- | ---------------------- |
| 1    | ■ 3号線 | 仏山西駅・仏山大学方面 |
| 2    | ■ 3号線 | 聯和方面               |

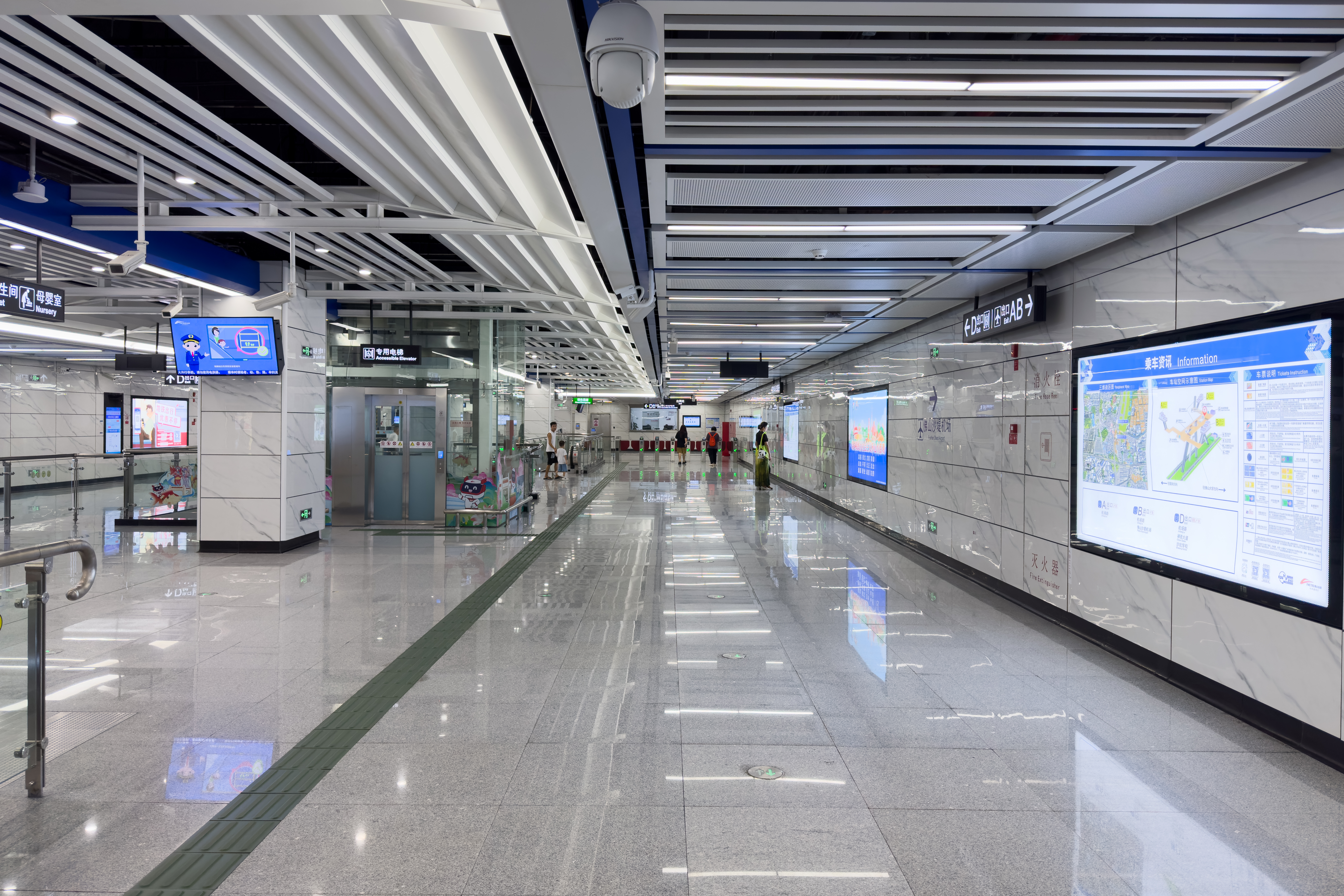
コンコース
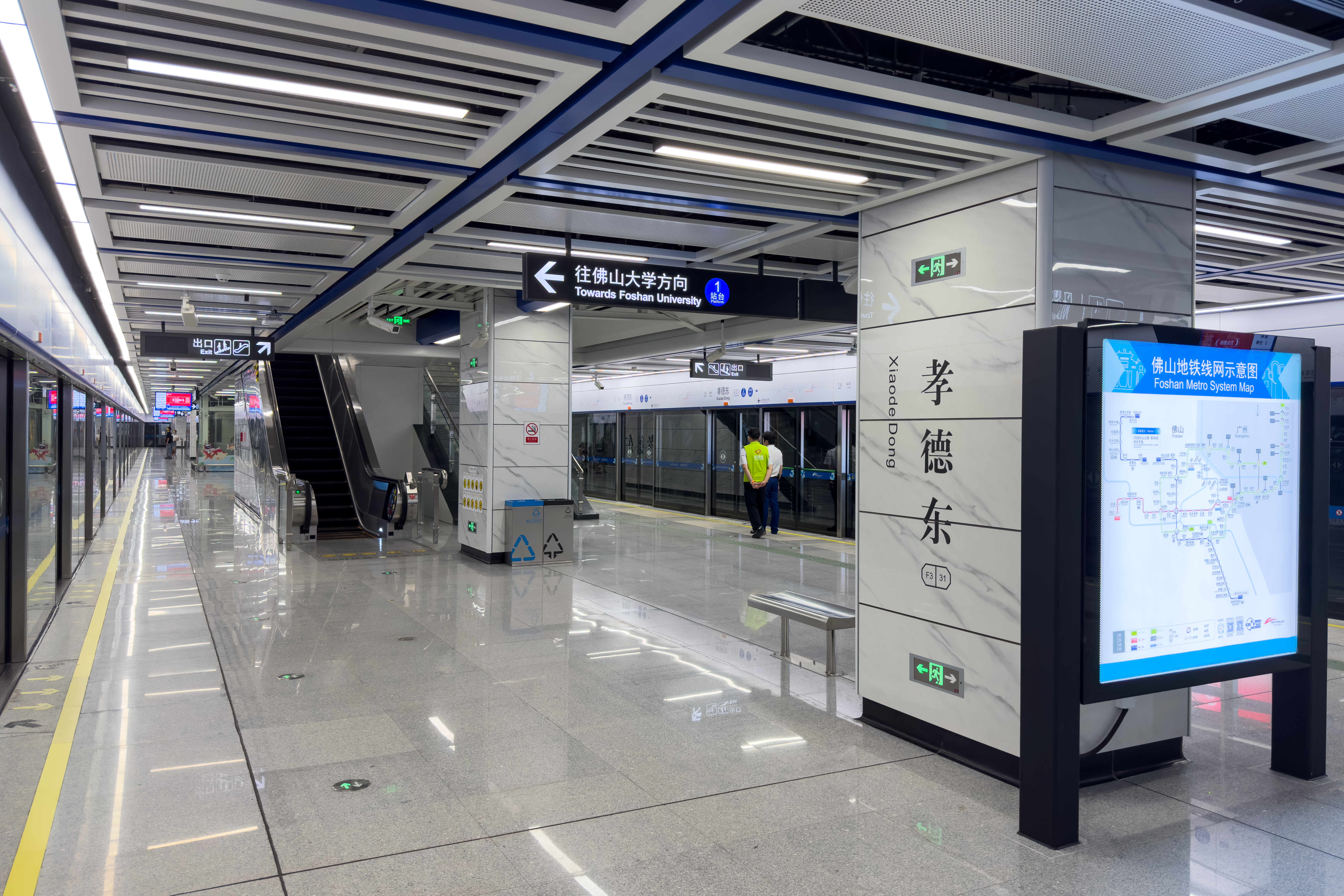
ホーム

## 駅周辺
- 仏山沙堤空港
- 沙坑村

## 隣の駅
仏山地下鉄
■ 3号線
聯和駅 F330 - 孝徳東駅 F331 - 羅村駅 F332